# Afrikanische Blütenmantis
Die Afrikanische Blütenmantis (Pseudocreobotra wahlbergii) ist eine Fangschrecke aus der Familie der Hymenopodidae. Sie zählt zu den prominenteren Arten dieser Ordnung und wird überdies auch gerne als Terrarientier gehalten.

## Merkmale

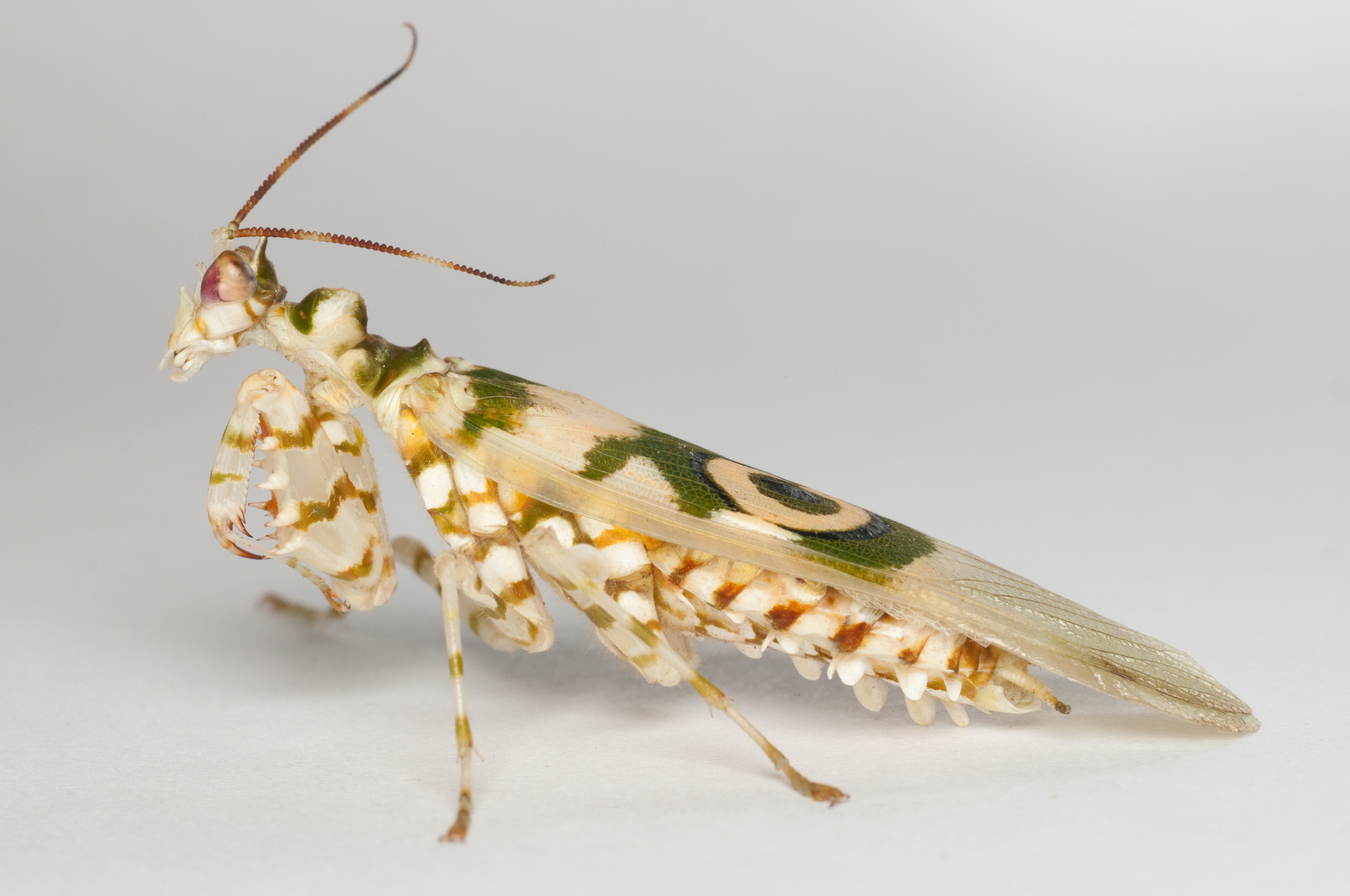
Seitenansicht einer Afrikanischen Blütenmantis, der der rechte Fangarm fehlt.

Weibchen erreichen eine Körperlänge von 40 bis 50 Millimeter, Männchen eine von 30 bis 40 Millimeter. Die Afrikanische Blütenmantis ist weiß gefärbt, die Abschnitte der Segmente jedoch sind grün, auch einige Teile des Thorax und des Kopfes sowie die Beine tragen grüne Bänder oder Flecken, jedoch kann sich die Afrikanische Blütenmantis nach jeder Häutung dem Untergrund anpassen, so kann sie blau, weiß, grün oder violett gefärbt sein. Markant sind auch die lappenförmigen Auswüchse auf jeder Seite des Abdomens, die Blütenblätter zu imitieren scheinen, sowie blasenförmig aufgetriebene Anhänge seitlich am vorderen Teil des Thorax (Pronotum). Die Flügel zeigen eine gelb-grün-schwarze Augenzeichnung, die bei der Drohhaltung eine Rolle spielen. Bei noch nicht ausgewachsenen Tieren, bei denen die Flügel noch nicht vollständig ausgebildet sind, ist stattdessen eine Augenzeichnung auf dem Hinterleib zu sehen. Beim Drohverhalten wird der Hinterleib erhoben. Das Hinterende trägt dorsal zwei kleine Fortsätze.
Die Augen der Tiere schimmern leicht blauviolett. Sie reichen weit über den Kopfumriss hinaus.
Die Männchen sind gute Flieger, die Weibchen können nur bedingt fliegen.

## Vorkommen
Die Afrikanische Blütenmantis kommt in Ost- und Südafrika vor. Das Typusexemplar stammt aus dem südlichen Äthiopien. Darüber hinaus ist sie aus Angola, Kenia, Kongo, Malawi, Mosambik, Tansania inklusive Sansibar, Sambia, Simbabwe und Transvaal bekannt. Sie lebt auf Büschen und Blumen, bevorzugt auf Blüten.

## Lebensweise

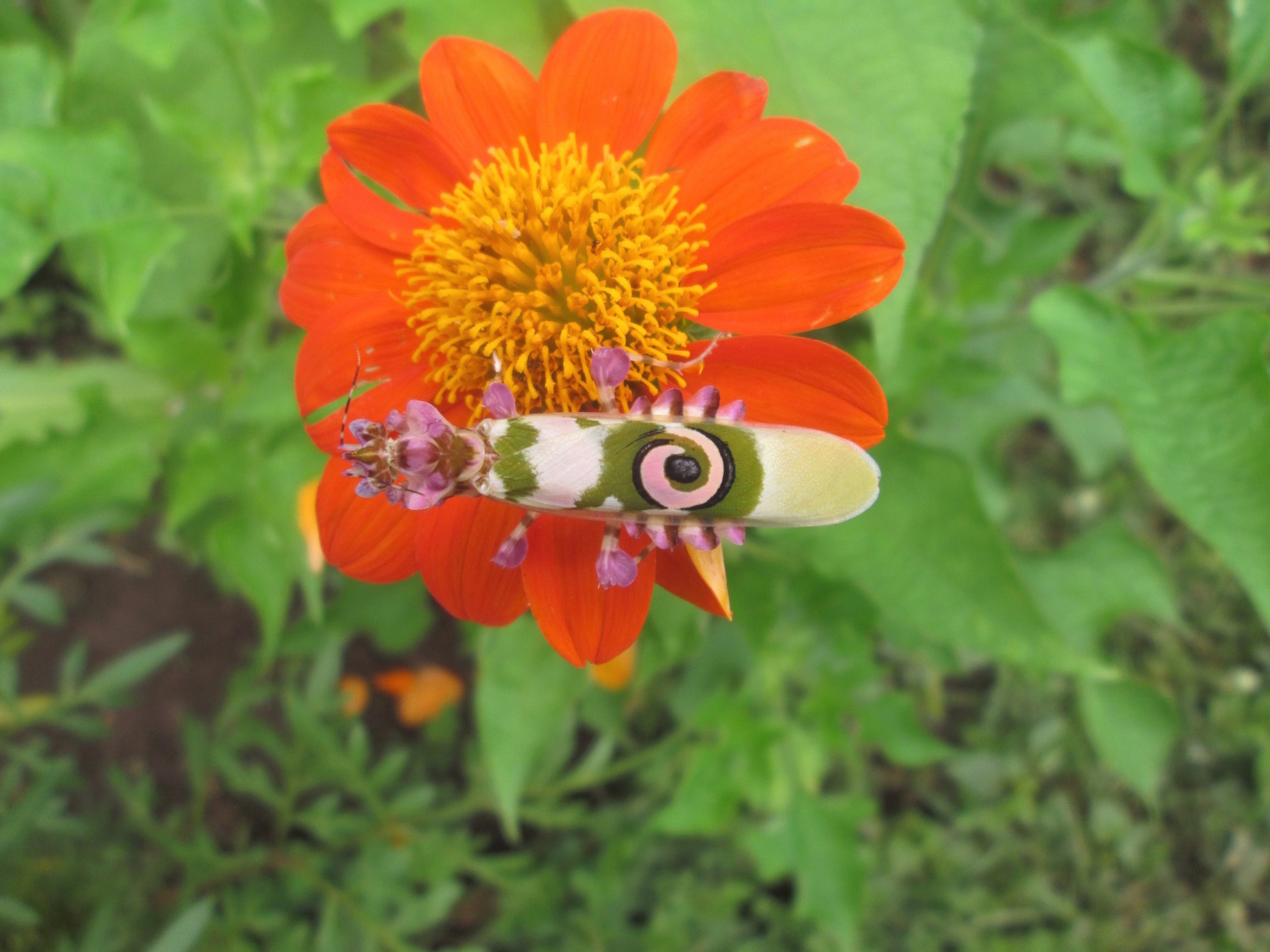
Eine teilweise violett gefärbte Afrikanische Blütenmantis auf dem Blütenstand einer Zinnie.

Weibchen haben eine Lebensdauer von neun Monaten und häuten sich in dieser Zeit 7 Mal, Männchen erreichen ein Alter von sieben Monaten und häuten sich 6 Mal. Weibchen sind 14 bis 20 Tage nach der Imaginalhäutung paarungsbereit, Männchen schon nach zehn. Die Paarung dauert 4 bis 6 Stunden.
Daraufhin werden die bis zu sechs Ootheken im Abstand von 10 Tagen abgelegt. Die Ootheken sind dünn und lang und werden an der Basis auf einem festen Untergrund wie Baumstämmen, Ästen oder Blättern befestigt. Vier bis sechs Wochen nach der Eiablage schlüpfen 20 bis 80 Nymphen aus der Oothek.
Die Afrikanische Blütenmantis ernährt sich von Insekten und Spinnen, die Larven ernähren sich von kleineren Insekten wie Taufliegen. Während die Männchen der Art recht passiv sind, und nur selten während der Balz die Augenzeichnung auf den aufgestellten Flügeln präsentieren, sind die Weibchen aggressiver und neigen leicht zur Drohhaltung.

## Taxonomie
Die Art wurde 1871 von Carl Stål beschrieben. Das Artepithet wahlbergii wurde zu Ehren des schwedischen Naturforschers Johan August Wahlberg gewählt, der das Insekt nach Schweden geschickt hatte. Innerhalb der Familie Hymenopodidae wird die Art zur Unterfamilie Hymenopodinae gezählt, die 14 Gattungen umfasst.

## Trivia
Die Afrikanische Blütenmantis ist auf einer Briefmarke des Staates Simbabwe abgebildet.

## Galerie

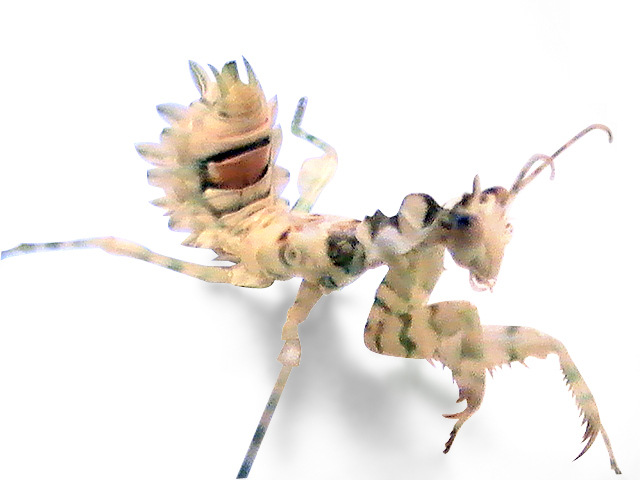
Nymphe.
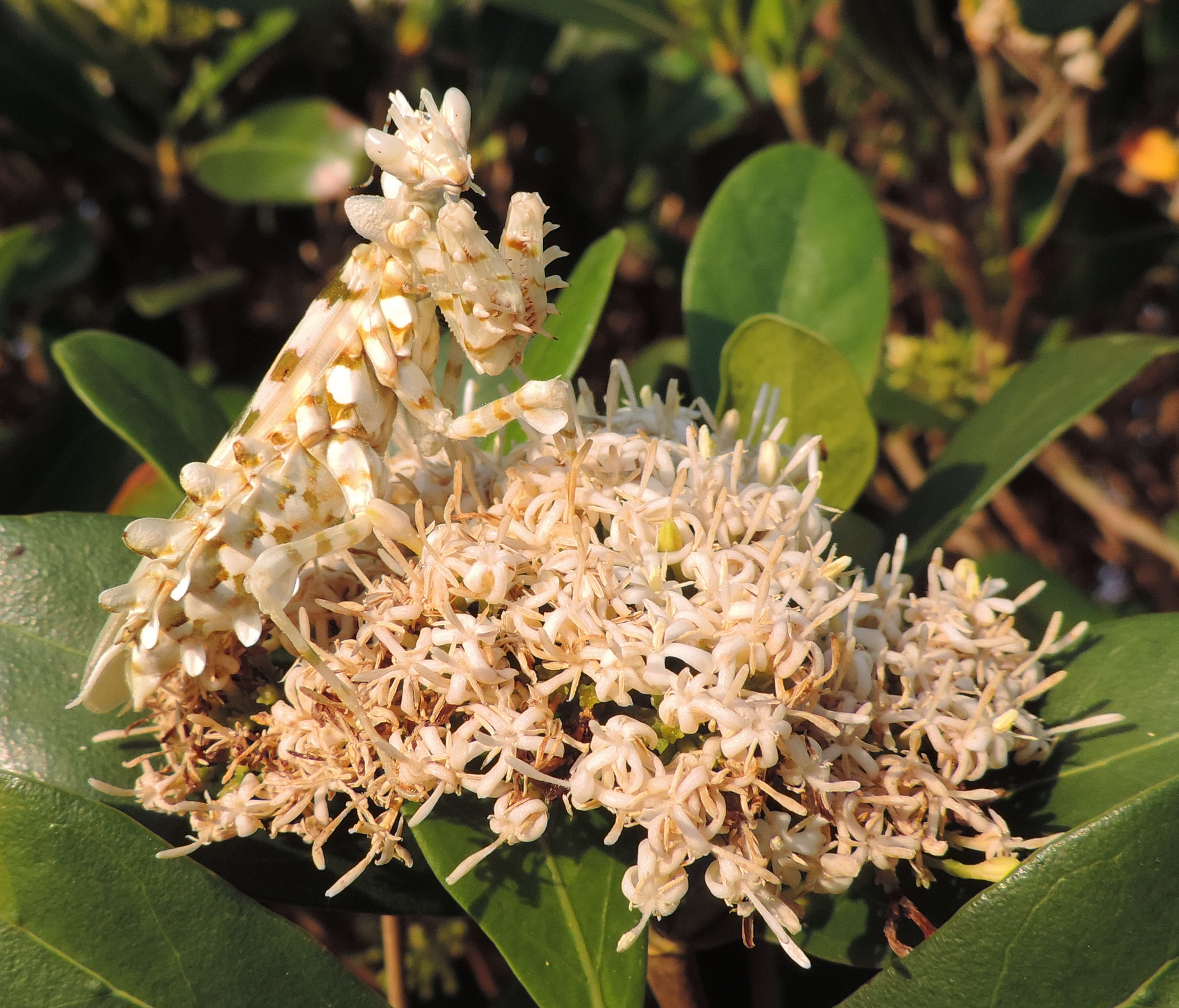
Frontalansicht.
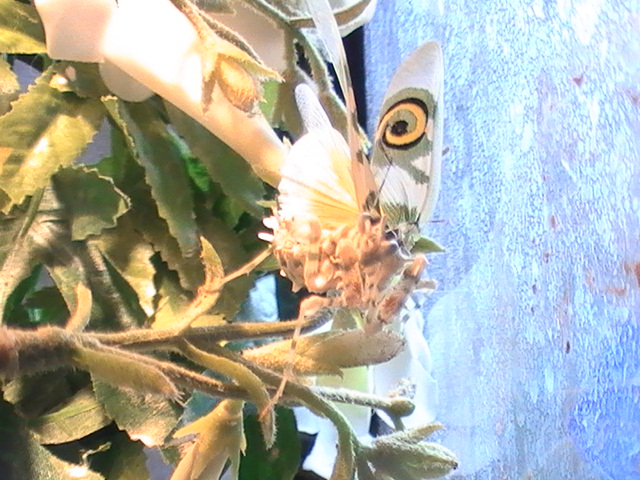
Drohhaltung.
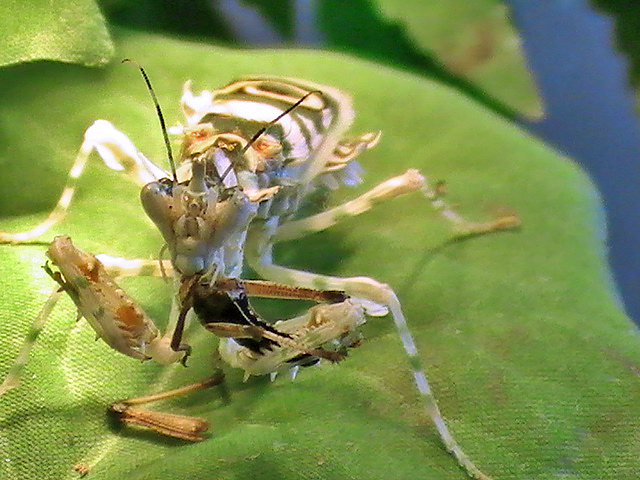
Afrikanische Blütenmantis mit Beute.